# Cynanthus
Cynanthus is een geslacht van vogels uit de familie kolibries (Trochilidae) en de geslachtengroep Trochilini (briljantkolibries). 
Er zijn zes soorten:
- Cynanthus auriceps  – Goudkruinsmaragdkolibrie
- Cynanthus canivetii  – Vorkstaartsmaragdkolibrie
- Cynanthus doubledayi  – Doubledays kolibrie
- Cynanthus forficatus  – Cozumelsmaragdkolibrie
- Cynanthus latirostris  – Breedsnavelkolibrie
- Cynanthus lawrencei  – Mariakolibrie